# María Camila Reyes
Camila Reyes (Bogotá, Colombia; 11 de mayo de 2002) es una futbolista colombiana. Juega en la posición de mediocampista y su equipo actual es el Independiente Santa Fe de la Liga Profesional Femenina de Fútbol de Colombia.

## Selección nacional

### Participaciones en Campeonatos Sudamericanos
| Competición                     | Categoría | Sede      | Resultado   |
| ------------------------------- | --------- | --------- | ----------- |
| Campeonato Sudamericano de 2018 | Sub-17    | Argentina | Subcampeona |
| Campeonato Sudamericano de 2022 | Sub-20    | Chile     | Subcampeona |

### Participaciones en Mundiales
Camila Reyes fue la capitana de Colombia en la Copa Mundial Femenina Sub-20 de 2022.
| Copa                | Sede       | Resultado        | Partidos | Goles |
| ------------------- | ---------- | ---------------- | -------- | ----- |
| Mundial Sub-20 2022 | Costa Rica | Octavos de final | 4        | 0     |

## Clubes
| Club                   | País     | Año           |
| ---------------------- | -------- | ------------- |
| La Equidad             | Colombia | 2017          |
| Llaneros FC            | Colombia | 2020          |
| Deportivo Cali         | Colombia | 2021          |
| Independiente Santa Fe | Colombia | 2022-presente |

## Palmarés

### Títulos nacionales
| Título                       | Club                   | País     | Año  |
| ---------------------------- | ---------------------- | -------- | ---- |
| Liga Profesional de Colombia | Independiente Santa Fe | Colombia | 2023 |
| Liga Profesional de Colombia | Deportivo Cali         | Colombia | 2021 |

### Títulos internacionales
| Título              | Club                      | Sede     | Año  |
| ------------------- | ------------------------- | -------- | ---- |
| Juegos Bolivarianos | Selección femenina sub-20 | Colombia | 2022 |